# Ross Haslam
Ross Haslam (Sheffield, 2 de outubro de 1997) é um saltador britânico. Ele representou a Grã-Bretanha em vários eventos internacionais, incluindo o Campeonato Europeu, onde ganhou uma prata no trampolim de 3 metros sincronizado misto, e a Copa do Mundo, com uma medalha de bronze no mesmo evento.

## Biografia
Haslam começou a mergulhar quando tinha seis anos de idade. Ele conquistou uma medalha pela primeira vez pela Taça Nacional Britânica de 2012. Nos Jogos Europeus de 2015, ganhou a prata e, no Campeonato Europeu de Esportes Aquáticos de 2018, repetiu o mesmo desempenho, ao lado da parceira Grace Reid.